# Hartneusvleermuis
De hartneusvleermuis (Cardioderma cor)  is een zoogdier uit de familie van de reuzenoorvleermuizen (Megadermatidae). De wetenschappelijke naam van de soort werd voor het eerst geldig gepubliceerd door Wilhelm Peters in 1872.

## Voorkomen
De soort komt voor in Djibouti, Eritrea, Ethiopië, Kenia, Somalië, Soedan, Tanzania en Oeganda.